# Arománok

Keleti újlatin nyelveket beszélők által lakott régiók

Arománok által lakott régiók a Balkánon (sárga színnel)

Az arománok egy keleti újlatin nyelvet, az arománt beszélő népesség, amely a legelterjedtebb vélemény szerint a középkorban vált ki a Balkán-félszigeten az i. e. 3. században elkezdődött római hódítások nyomán hat századon át kialakult újlatin ajkú népesség nagyobb csoportjából.
Az arománok számáról csak bizonytalan becslések vannak. A legkisebb becsült szám 88 000, a legnagyobb pedig 1 918 000.
Jelentősebb aromán népesség eredeti régióiban vagy azokhoz közeliekben él, azaz Görögországban, Albániában, Észak-Macedóniában, Szerbiában és Bulgáriában. Nagyobb csoport Romániába telepedett át a két világháború között, és sokan szétszóródtak a világban, Nyugat-Európában, az Amerikai Egyesült Államokban, Kanadában, Latin-Amerikában és Ausztráliában.
Bár az aromán nyelvnek máig sincs sztenderd nyelvváltozata, mégis a 18. századtól fogva van írásbelisége és irodalma.
Az arománok minden országban kisebbségben voltak és vannak, és emiatt folyamatos asszimilációnak voltak kitéve. A múltban erre főleg az illető országok hatóságai törekedtek. A jelenben ez a törekvés már kevésbé jelentős, de az asszimilációhoz hozzájárulnak a modern világra jellemző élet körülményei.
Főleg az 1990-es évek óta megszaporodtak különböző országokban az arománok szervezetei, amelyek megpróbálják feléleszteni vagy/és fenntartani az aromán identitást, nemzetiségi és/vagy kulturális jogokért küzdenek. Aromán értelmiségiek nyelvük sztenderdizálásával és tanításával foglalkoznak, valamint művelik az aromán nyelvű irodalmat.

## Történeti áttekintés

### A 17. századig

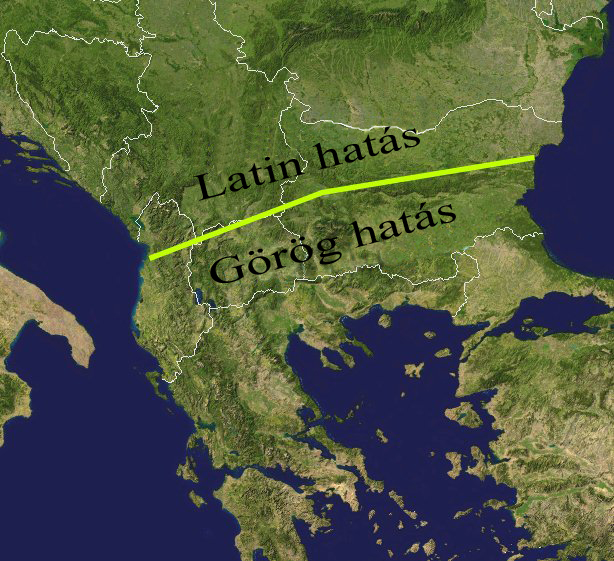
A Jireček-vonal

Az arománok eredetének kutatása szorosan összefonódik nyelvük történetének kutatásával, de az írott források elégtelensége és egymással ellentétes nemzetpolitikai okok miatt kialakulásuk számos aspektusa viták tárgya.
A 21. században a legkevésbé elfogadott elmélet szerint, melyet Bogdan Petriceicu Hasdeu , a 19. században élt román történész és nyelvész hangoztatott, a Dunától délre fekvő területeken élő vlachok, tehát az arománok is, romanizált dákoktól származnak, akiknek egy része a Dunától délre vándorolt. Ez az elmélet azt az állítást volt hivatott alátámasztani, hogy románok már a magyar honfoglalás előtt is éltek Erdélyben.
Görögországban az a nézet dominál, miszerint az arománok romanizált görögök leszármazottai, Albániában az, hogy őseik romanizált illírek voltak, Észak-Macedóniában pedig az, hogy romanizált trákoktól vagy dardánoktól származnak.
A román történészek és nyelvészek többségének mai véleménye az, hogy úgy a Dunától délre (az ún. Jireček-vonalig), mint attól északra (beleértve Erdély nagy részét), egy protorománnak nevezett nép alakult ki az ottani, különböző romanizált népcsoportokból az i. e. 3. század és a 3. század között (Daciában csak 106 és 271 között) és később ebből keletkezett négy népesség: a dákorománok (azaz a romániai románok), az arománok, a meglenorománok és az isztrorománok. Nyugati és magyar, de még egyes román történészek szerint is a protoromán népesség a Dunától csakis délre alakult ki, majd ott feloszlott, és egy része (a románok) onnan vándorolt a Dunától északra, a 12. század folyamán, miközben a többi három csoport a Dunától délre eső területen maradt.
A 6. században szlávok kezdtek behatolni a Balkánra, majd a 7. században tömegesen jelentek meg, és elkezdtek beékelődni az újlatin ajkú, ún. protorománt beszélők csoportjai közé, ezzel elszigetelve egymástól és vándorlásra kényszerítve őket. Emiatt legkésőbb a 10. században egy csoport levált a protorománokról, és belőlük alakult ki az arománoknak nevezett népcsoport. Ennek a folyamatnak a helyszíne vitatott. A nyelvészek többsége úgy véli, hogy mindez a Duna és a Balkán-hegység közötti régió keleti részén zajlott le, ahonnan később az arománok dél felé vándoroltak. Mások azt állítják, hogy nyelvük kialakulása legalább részben a Píndosz-hegységhez és Albánia déli részéhez is köthető. Az arománok első biztos említése, mely a bizánci Geórgiosz Kedrénosz krónikájában található, a 976-os évhez kötött, és a történelmi Makedóniára vonatkozik.
A 11. században a bizánci Kekauménosz  a Píndosz-hegységben élő arománokról írva azt állította, hogy a Duna közeléből származnak. A 12.–13. században a Bizánci Birodalomnak alárendelt kezdetleges aromán államalakulatok voltak a mai Görögország területén.
A 15. században Laonikosz Khalkokondülész krónikás arománok jelenlétéről írt Akarnania , Aitólia , Thesszália, Epirusz, Makedónia, Trákia görög tartományokban, valamint a Rodope- és a Balkán-hegységekben, és azt is megjegyezte, hogy etnikailag és nyelvileg a románokkal rokonok. A középkorban a két legsűrűbben arománok lakta régió a nyugat-thesszáliai Píndosz-hegység és a Grámosz-hegy vidéke volt.
Ebből az időszakból csak elszigetelt aromán szavak (személynevek, közöttük egyes ragadványnevek) maradtak fenn görög, szláv vagy török nyelvű szövegekben. A legrégibbnek a Cincilukisz személynevet tekintik, melyet egy bizánci történész írt le 1156-ban. Ezt Alexandru Philippide  román nyelvész és Theodor Capidan , aromán származású román nyelvész úgy tekintették, hogy a tsintsi luchi ’öt farkas’ szószerkezetből származik.
Az arománok középkori életmódja félig nomád volt, amelyet a transzhumáló pásztorkodás jellemzett. A nyarat a hegyekben lévő falvaikban töltötték, ősszel pedig a nyájaikkal együtt a völgyekbe mentek, és ott béreltek legelőket és lakhatást, majd fokozatosan itt is állandó településeket hoztak létre. Feltételezik, hogy ez az életmód segítette elő, hogy az arománt beszélők között ne szakadjon meg a kapcsolat, és így nyelvük fennmaradjon, annak ellenére, hogy más ajkú többségi etnikumokkal egy területen, szétszóródva éltek.
A bizánci időkben a pásztoroknak, köztük az arománoknak is előjogaik voltak a földet művelő parasztok jogaihoz képest. Például szabadon választhatták elöljáróikat, és külön szabályozták katonai kötelezettségeiket és az általuk adó fejében beszolgáltatandó termékeket. Nem bizánci dokumentum ugyan, hanem szerb az első fennmaradt vlach jogról szóló törvény, amely elsősorban az arománokra, de más népekhez tartozó, ugyancsak transzhumáló életmódot folytató csoportokra is vonatkozott. Ezt a Zakon Vlahom néven ismert, 1313 és 1316 közé datált dokumentumot II. István Uroš szerb király adta ki a mai Kosovska Mitrovica közelében található banjskai kolostor  részére.
A 14. század vége felé az arománok lakta területek legnagyobb része oszmán uralom alá került. Eleinte a törökök megerősítették az arománok előjogait, akik ennek következtében bizonyos fokú autonómiát élveztek, cserébe azért, hogy Thesszáliában élő aromán harcosok segítették őket Konstantinápoly elfoglalásában.
Az arománok félnomád életmódja több száz kilométernyi vándorlásokkal járt, ezzel fontos együttműködési hálózatokat alakítottak ki, és a pásztorkodáson kívül elsajátítottak más olyan foglalkozásokat is, amelyeknek kedvezett a nem helyhez kötött élet. Eleinte saját termékeiket árusító kereskedők és fuvarosok is kerültek ki közülük. A 16. században, Magyarország török uralom alá kerülése után, másfél századnyi békés időszak következett, ami kedvezett ezeknek a tevékenységeknek azzal is, hogy az arománok karavánjaikkal a birodalom egész európai területét szabadon járhatták be. Idővel saját termékeiken kívül mások áruit, valamint utasokat és postai küldeményeket is szállítottak. A fuvarozás csaknem monopóliumukká vált. Nehezen járható, de általuk jól ismert utakon karavánjaik eljutottak Bécsig, Lipcséig és Konstantinápolyig, kereskedtek Velencével, Trieszttel, Ragusával (a mai Dubrovnikkal), Szalonikivel, amint azt számos, velencei levéltárakban megőrzött, aromán kereskedőktől származó levél igazolja. Mindez egy gazdag aromán társadalmi réteg kialakulását segítette elő.

### A 17. és a 18. században (1788-ig)
A 17. század elején azonban a török uralom hirtelen megfosztotta az arománokat állattartói előjogaiktól, ami radikális változásokat okozott társadalmi életükben. Az addig patriarchális, családi alapú társadalmuk elöljárói elveszítették hatalmukat, és helyüket a fuvarosok és a kereskedők vették át. Ezek városokban is letelepedtek, és görög nyelvű műveltségre tettek szert. Kevésbé gazdag városi rétegük is kialakult mesteremberekből. Többek között keresettek voltak építőmestereik, ötvöseik. E folyamatok nyomán jelentékeny szerepük lett a Balkán-félsziget urbánus életében. Az Albániában található Voskopoja (arománul Moscopole) kis település a 18. század közepén virágzó, többségében aromán lakosságú város volt, e népcsoport legfontosabb gazdasági, kulturális és vallási központja, ahol az aromán nyelvű írásbeliség is kezdetét vette. Például itteni aromán írástudó műve volt egy olyan görög olvasóköny, amely görög–aromán–albán szószedetet is tartalmazott.
A 18. század közepe felé a török uralom már meggyengült, szervezetlenség nyilvánult meg a közigazgatásában. A görögök lázadoztak a törökök ellen. 1769-ben muzulmán albán fegyveresek először dúlták fel Voskopoja városát, mert ennek lakosai részt vettek a majd 1770-ben kitörő, az Orosz Birodalom támogatta görög lázadás előkészítésében. Több későbbi támadás után 1788-ban Ali Tepeleni pasa csapatai csaknem teljesen elpusztították a várost.

### 1788-tól 1912-ig
A Balkán-félszigeti zavargások a főleg gazdag arománok kivándorlását idézték elő a Habsburg Monarchiába (Bécsbe, Magyarországra, Erdélybe) és Havasalföldre, görögökkel együtt. Egyes arománok jelentős gazdasági, társadalmi és kulturális szerepet töltöttek be a diaszpórában.
Népes aromán kolónia létesült Pesten. Közéjük tartoztak a Grabovszkyak, a Derrák, a Nákók, az Argirik, a Mannók, a Lykák, a Mocsonyiak és mások. Házaik jelentős nyomot hagytak a város képében. A 18. század vége felé ortodox templomot építtettek a görögökkel együtt, és 1812-ben már külön tartották benne az istentiszteleteket.
A Sina család a Monarchia szintjén töltött be jelentős szerepet. Sina Simon gazdag kereskedő volt, aki Voskopojából származott, és végül Bécsben telepedett le. Őt és fiait, Sina Györgyöt és Sina Jánost, a Monarchiáért végzett tevékenységükért bárói címmel tüntették ki. Sina György, aki életének második felében jenlentős bankár lett, többek között elsőként támogatta a Lánchíd megépítését.
Miközben a Sina családnak görög identitása volt, a Magyarországon letelepedett ugyancsak voskopojai származású Gozsdu családból származó Gozsdu Manó a magyarországi és erdélyi románokkal rokonszenvezett, képviselte őket a Parlamentben, és vagyonát az ortodox román közösségre hagyta. Többek között a vagyonából felállított alapítvány építtette fel a budapesti Gozsdu-udvart. Gozsdu Manó barátja volt Andrei Șaguna erdélyi román ortodox érsek, aki Miskolcon született Voskopoja környékéről származó aromán kereskedő fiaként.
A 18. század végéig az arománok csak görög nyelven művelődtek, sőt, hozzájárultak a görög kultúra terjesztéséhez. Az első aromán nyelvű könyvrészek is arra szolgáltak, hogy megkönnyítsék a görög nyelven való iskolázást. Mégis voltak az aromán diaszpórában próbálkozások az arománok identitásának megőrzésére. Például 1797-ben jelent meg az első aromán ábécéskönyv egy olyan értelmiségi tollából, aki Voskopojából a lengyelországi Poznańba (Posenbe) került és az ottani görögök elöljárójává lett. A 19. század elején megjelentek aromán nyelvtankönyvek is, melyeket a román nyelv befolyásolt, de akkor még nem fejlődhetett ki aromán nyelvű oktatás.
A 18. század végén, a 19. század elején Délkelet-Európában is feléledtek a nemzeti eszmék, és a nemzetállamok kialakítására való törekvések, amelyek csak a török uralom alól való felszabadulás feltételével valósulhattak meg. Görögország 1830-ban lett független, 1862-ben pedig létrejött Románia, melynek viszonylag nagy fokú autonómiája volt az Oszmán Birodalom keretében. 1878-ban Szerbia és Románia, valamint Bulgária is elnyerte teljes függetlenségét. Az arománoknak nem lehettek, és nem is voltak nemzeti törekvéseik, mivel településeik szét voltak szóródva a többségi etnikumok területein, és igyekeztek beilleszkedni a többségi társadalmakba. A török államban nem volt külön hivatalos státuszuk, hanem csak a többi ortodox népességekkel együtt, amelyek elismert vallási közösséget, ún. milletet alkottak. Az arománok többsége folytatta hagyományos pásztorkodó életmódját, ennek köszönhetően megtartva nyelvét és szokásait is. A társadalmilag felemelkedni vágyó rétegük hajlamosabb volt az asszimilációra, mert ez volt a felemelkedés feltétele, és magáévá tette annak a népnek a nemzeti törekvéseit, amellyel együtt élt. Valójában attitűdjük ellentmondásos volt. Bár gazdasági szempontból előnyös volt számukra az erős török uralom, mégis részt vettek a többi keresztény nép törökellenes megmozdulásaiban, főleg a görögök oldalán. Több aromán személyiség fontos szerepet töltött be a már létező és a leendő balkáni nemzetállamokban. Joánisz Kolétisz aktívan részt vett a görög szabadságharcban, és kétszer is miniszterelnöke volt a felszabadult országnak. Vladan Đorđević  is a miniszterelnöki tisztségig vitte Szerbiában. A Frashëri fivérek – Abdyl, Naim és Sami Frashëri – Albánia nemzeti mozgalmában játszottak fontos szerepet. Pitu Guli , aki szabadságharc vezéreként esett el 1903-ban a szláv macedónok Ilindeni-preobrazseniei felkelésben, nemzeti hős lett Észak-Macedóniában és Bulgáriában.

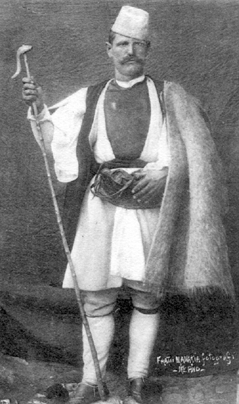
Görögországi aromán pásztor 1900-ban

Ahogy a török birodalom egyre gyengült, a balkáni nacionalista mozgalmak pedig egyre erősödtek, a még török uralom alatt lévő történelmi Makedóniáért a balkáni államok viaskodni kezdtek. Ez azzal járt, hogy úgymond védték a nemzeteikhez tartozónak deklarált ott élő kisebbségeket. A szlávok iránt Bulgária és Szerbia érdeklődött, a görögök iránt pedig Görögország, de mivel ebben az országban élő arománokat már régen görögökként kezelték, a makedóniai vlachokat (arománokat és meglenorománokat) is magukénak tekintették. E körülmények között az új román állam is érdeklődni kezdett az utóbbiak iránt, megpróbálva azt tudatosítani bennük, hogy valójában románok. Ezt a Romániában letelepedett aromán értelmiségiek hatására is tette, akik saját szervezetet alapítottak Bukarestben. 1864-től kezdve román állami segítséggel létre is jöttek olyan iskolák, ahol arománul tanítottak, de főleg olyanok, ahol románul, a még török uralom alatt álló Makedóniában, a Píndosz-hegységben, Thesszáliában, Epiruszban, Albániában. Ugyanakkor elősegítették, hogy aromán és/vagy román nyelvű istentiszteleteket is tartsanak arománok lakta helységek ortodox templomaiban. Emiatt folytonos konfliktusok zajlottak az ottani görögökkel. Az itteni arománság két nagyobb részre oszlott, románpártiakra és görögpártiakra, az utóbbiak sokkal többen lévén, mint az előbbiek. A románpártiaknál még kisebb rész volt azoké, akik az aromán identitásra öszpontosítottak.
A románpártiak mégis értek el sikereket. Az Ilindeni-preobrazseniei felkelés nyomán, engedve a követeléseiknek, és Németország, Olaszország, Ausztria-Magyarország, Oroszország és Románia nyomásának, 1905-ben a török kormányzat megadta a vlachoknak (az arománokat és a meglenorománokat együtt véve) is azt a jogot, hogy immár nem vallási, hanem etnikai alapon, tehát a többi ortodox népcsoporttól külön alkossanak elismert közösséget. Ezzel megkapták azokat a kulturális, vallási és politikai jogokat, amelyek megvoltak a birodalom többi nem török népeinek: nyelvük használatának jogát az iskolákban és a templomokban, valamint választási jogot a helyi közigazgatási tanácsokba.
A kibontakozóban lévő ifjútörök mozgalom újabb reményeket keltett az arománok körében, mert az ifjútörökök megígérték az egyenjogúságot a birodalom minden lakójának etnikumtól és vallástól függetlenül. A következő rövid időszakban volt a történetükben legjobb a helyzetük, mivel ekkor lettek igazán betartva az 1905-ben törvénybe iktatott intézkedések. Az arománok is részt vehettek a politikai életben képviselőkkel, nemcsak a helyi közigazgatásban, hanem a parlamentben is, ahol két képviselőjük volt. 1912-ben az arománoknak 81 településen 106 iskolájuk, egy tanítóképző középiskolájuk, egy gimnáziumuk, egy kereskedelmi középiskolájuk és egy kereskedelmi akadémiájuk volt, kb. 4000 diákkal, és kb. 300 Románia által fizetett pedagógussal, valamint 100 templomuk. Ebben az időszakban az arománok kulturális központja a későbbi Észak-Macedóniában lévő Bitola város volt, ahol román konzulátus működött. Bulgáriában is engedélyezték az aromán nyelvű istentiszteleteket.

### 1912-től kezdve
1912-ben kitört az első Balkán-háború, amit 1913-ban a második Balkán-háború, majd az első világháború követett. Ezek minden tekintetben hátrányos helyzetbe hozták az arománokat, és véget vetettek az elismert nemzetiséggé válásra való törekvéseiknek. A háború utáni rendezés alkalmával független vagy legalább autonóm Macedóniát szerettek volna, Svájcéval hasonló berendezkedéssel, de ezt egyetlen ország sem támogatta. Iskoláikat bezárták, és sokan kivándoroltak. A kisebbségek védelmére vonatkozó nemzetközi egyezmények ellenére az asszimiláció a nemzetállamok politikájának része lett. A háború utáni években Románia már nem érdeklődött annyira az ottani vlachok iránt, hanem inkább arra késztette őket, hogy az 1913-ban hozzá került Dobrudzsa ma Bulgáriához tartozó déli részére vándoroljanak be, hogy a románok javára fordítsák a régió etnikai összetételét. 1940-ben itt 3332 macedóniaiként feltüntetett személy élt, kisebb részben arománok, többségükben meglenorománok.
Az 1920-as–1930-as években Románia újra foglalkozott a vlachokkal, és elért némely sikereket az oktatás terén az 1912 óta független Albániában, valamint Bulgáriában és Görögországban.
1940-ben Románia arra kényszerült, hogy Dobrudzsa déli részét visszaadja Bulgáriának. Ez az ottani román lakosság, köztük a vlachok Romániába való kötelező áttelepítését hozta maga után, lakosságcsere útján a Dobrudzsa északi részén élő bolgárokkal. A folyamat nem volt viszontagságoktól és szenvedésektől mentes. A földtulajdonhoz juttatásuk nehézkesen ment és elhúzódott, majd 1941-ben a letelepítést Románia hadba lépése is megnehezítette. A földtulajdonhoz jutás még az 1945-ös agrárreform alkalmával sem valósult meg teljesen. Következett a kommunista rendszer, mely majdnem teljesen véget vetett annak, ami még megvolt az arománok hagyományos életmódjából.
A Balkánon maradtak is megszenvedték a második világháború viszontagságait. Nem voltak politikailag egységesek. Egyesek kollaboráltak az olasz és német megszállókkal, megalapítva egy Római Légiónak nevezett politikai és félkatonai szervezetet, melynek célja az ún. Pindoszi Fejedelemség és Macedón Vajdaság autonóm államalakulat megteremtése volt, de ez végül nem sikerült. Mások viszont, mint például a kommunista Andréasz Címasz , részt vettek a görög ellenállásban.
Az 1946 és 1949 között lezajlott görög polgárháború alatt a görög hatóságok tömegesen telepítettek aromán lakosokat a hegyekből a déli városokba, és igyekeztek eltávolítani az aromán értelmiségieket régióikból.
A második világháborútól az 1990-es évekig alig lehetett még hallani is az arománokról. Egyetlen országban sem volt semmiféle hivatalos státuszuk, iskoláik mind eltűntek, a kommunista Románia sem foglalkozott velük azon kívül, hogy a nyelvészek továbbra is számba vették az arománt mint a román nyelv egyik dialektusát.

## Identitási kérdések
Amíg a Balkánon nem jelentek meg a nemzeti függetlenségi törekvések, az arománok nem foglalkoztak identitási kérdésekkel. Egyszerűen ortodox keresztények voltak a többi hasonló vallású néppel a milletük keretében. Amikor Görögországban kibontakozott a szabadságharc, görögökként vettek benne részt, de a 19. század második felében, amikor a többi balkáni nemzetállam és Románia is alakulófélben volt, majd megalakult, az arománok körében is felmerültek identitási kérdések. Négy hozzáállás jelent meg közöttük: a hagyományos pásztorkodó életmódot folytatókat általában továbbra sem foglalkoztatta az identitás kérdése, a többiek nagyobb része görögpárti, kisebb része románpárti volt, és csak legkisebb részükben alakult ki aromán etnikai öntudat. Ez legelőször némely kivándorolt művelt aromán tevékenységében jelent meg a fentebb említett nyelvészeti munkák révén, majd Románia hozzáállásának köszönhetően, bár ez ellentmondásos volt, hiszen inkább a román, mint az aromán identitást támogatta.
A görögpártiak és a románpártiak ellentéte Makedóniában, 1903 és 1908 között volt a legélesebb. Vallási aspektusa is volt, ugyanis a görögpártiak csak a konstantinápolyi görög ortodox pátriárka fennhatóságát ismerték el, miközben a románpártiak saját egyházi hierarchiáért küzdöttek. Vérontásra is sor került a két irányzat képviselői között, és 1906-ban a görög–román diplomáciai kapcsolatok is megszakadtak.
A 21. században általában háromféle identitás létezik az arománok között. A többségük azonosul azzal a nemzettel, mely országában él, egy részüknek két identitása van, az előbbi és az aromán, a legkevesebben pedig csak arománoknak vallják magukat.
Görögországban különös attitűddel is lehet találkozni az arománok között. Az úgymond valódi görögök gyakran lenéző magatartására azzal reagálnak, hogy a közülük kikerült nem kevés személyiségnek jelentős szerepe volt a függetlenségért való küzdelemben, a görög nemzetállam megalkotásában, politikai, kulturális és egyházi téren, valamint mecénásokként. Ezzel identitásukat a modern hellenizmusra alapozzák, azaz, amikor görögül beszélnek, helléneknek vallják magukat, de megkülönböztetik ezt a görög identitástól azzal, hogy amikor arománul beszélnek, tagadják, hogy grets „görögök” lennének. Ugyanakkor Görögországban vannak olyanok is, akik a románokkal éreznek közösséget, és olyanok, akik külön néphez tartozóknak tekintik magukat úgy a görögöktől, mint a románoktól. Mindezek olyan helységekben élnek, ahol erősebb volt a Románia támogatta iskolák jelenléte, mint Avdella, a makedóniai Perivóli , Szamarína , Vovúsza , Kraniá , Édessza , Véroja és egyes Kasztorjá  és Joánina városok környékén található települések, de számuk már nagyon kicsi, és tovább csökken.
Az aromán identitás erősebben van jelen Észak-Macedóniában, Bulgáriában és Albániában, mint Görögországban. Albániában olyanok is vannak, akik görög identitást is vállalnak az aromán mellett. Az arománok egy részének az arománsága csak a származástudatukból áll. Ilyenek például azok, akik Szerbiában cincároknak vallják magukat, de nem beszélik a nyelvet.
Külön identitási aspektus a románsághoz való tartozás kérdése. Főleg a nem Romániában élő arománok utasítják el a románsághoz való tartozás eszméjét. Példa erre egy szerbiai aromán szervezet reagálása a 299/2007-es, a határon túli románok támogatására vonatkozó törvény 2013-as módosítására, amely kimondja, hogy a „mindenhonnani románok” alatt azokat a személyeket értik, akik „szabadon magukénak vallják a román kulturális identitást – román eredetű személyek és olyanok, akik a román nyelvi és kulturális áramlathoz tartoznak, akik Románia határain kívül laknak, függetlenül attól, miképp nevezik őket (arománok, …)”. Ezt a szerbiai szervezet úgy értelmezte, hogy az arománokat románoknak tekintik, és ez ellen tiltakozó levelet küldött az Európai parlamenthez.
Marius Diaconescu történész kilátástalan identitási válságban látja az arománokat általában, és a romániaikat különösen. Romániában, bár mind lojális állampolgárok, nagyobb részük nem a románsághoz tartozónak, hanem külön népnek tartja magát. A csak aromán etnikai öntudatúak közül egyesek odáig mennek, hogy nem egyazon eredetűeknek tartják magukat a románokkal, hanem úgymond egyenesen romanizált ókori makedónoktól származtatják magukat. Azokat, akik románoknak tartják magukat, főleg az állam által támogatott Macedoromán Kulturális Egyesület képviseli, és konfliktusban állnak a többiekkel. Ezek megosztottak, és több szervezetben csoportosulnak, amelyek közül a Romániai Arománok Közössége tűnik ki, de mind azt kérik, hogy etnikai kisebbségi státuszuk legyen, mint más elismert kisebbségeknek.
Az általános aromán identitásnál erősebb az arománok körében a regionális aromán identitás, annál is inkább, mivel nyelvüknek nincs sztenderd változata, miközben a nyelvjárásaik közötti különbségeket fokozza a csoportjaik egymástól való elszigeteltsége. Ezek szerint az arománoknál észlelhető píndoszi, olümposzi, grámoszi, frashëri, voskopojai, myzeqejai stb. identitás is, ami fennmaradt a diaszpórában is.
Az aromán identitás kérdései összetettek és ellentmondásosak azért is, mert több országban élnek kisebbségként, de azért is, mert gazdaságilag és műveltségileg megosztottak. A hagyományos életmódot folytatók és műveletlenebbek tartották meg a legjobban nyelvüket és szokásaikat, de ők törődnek a legkevésbé az etnikai hovatartozásukkal. A gazdagabb és műveltebb réteg egyrészt a legasszimiláltabb, olyannyira, hogy többsége a nyelvét sem beszéli, de ugyanakkor ebből a körből kerülnek ki az aromán identitás megerősítéséért tevékenykedők. Ezek főleg a nyugati diaszpóra tagjai. Az 1980-as években indítottak el jelentősebb tevékenységeket. A Freiburg im Breisgaui Egyetemen megalakult az Aromán Tanulmányok Európai Központja, kezdeményezője, Vasile Barba, aromán nyelvtanfolyamot indított, és megalapította az Aromán Nyelv és Kultúra Szövetségét, amely kiadta 1984-ben a Zborlu a nostru (Szavunk) folyóiratot. 1985-ben, a Mannheimi Egyetemen tartották meg az aromán nyelv és kultúra első nemzetközi kongresszusát, majd 1988-ban egy hasonlót rendeztek meg Freiburgban. 1986-ban, 1987-ben és 1989-ben aromán kongresszusokat tartottak az USA-beli Bridgeportban.

## Népnevek

### Külső népnevek
A görögök Βλάχοι-nak (ejtsd „vláhi”) (egyes számban Βλάχος – „vláhosz”) nevezik az arománokat a középkor óta. Ez a népnév átment az óegyházi szláv nyelvbe is, majd a balkáni szláv nyelvekbe, bolgárul власи (e. sz. влах), szerbül/horvátul власи/vlasi (e. sz. влах/vlah), és az albánba is (vllahë vagy vllehë, e. sz. vllah). A magyar „vlach” szó is ennek az átírása. Ez a népnév azonban nem pontos az arománok megnevezésére. Eredetileg a görögök minden újlatin ajkú népcsoportra használták, és a szlávok úgyszintén. Idővel a népnév osszefonódott az arománok hagyományos foglalkozásával, a transzhumáló pásztorkodással, és más etnikumú pásztorokat is így neveztek. A 21. században is vlachoknak neveznek a görögök és a szlávok több újlatin ajkú vagy valamikor újlatin ajkú népcsoportot (lásd Vlachok szócikk) a romániai és a moldovai románokon kívül. A görög köznyelvben olykor még olyanokra is használják a Βλάχοι elnevezést, akikről nem ismeretes, hogy valaha is újlatin nyelvet beszéltek volna, mint az arománokéhoz hasonló hagyományos életmódot folytató és görög ajkú Σαρακατσάνοι (ejtsd „szarakacáni”), sőt dicsérően minden jó sajtkészítőre és báránytenyésztőre, vagy pejoratív jelentéssel minden falusi, kevésbé civilizált emberre.
Más görög elnevezések is vannak, csak az arománokra, de nem az egész népcsoportra. A Grámosz-hegy és a Píndosz-hegység régiójában élőket Κουτσόβλαχοι-nak („kucóvlahi”) is nevezik, mely szóban a κουτσό- azt jelenti, hogy „sánta”. Ennek magyar nyelvi változata a „kucóoláh”. Az albániai vagy az onnan Görögországba került arománokat Αρβανιτόβλαχοι („arvanitóvlahi”) néven emlegetik (αρβανιτό- „albán”),  míg a történelmi Makedónia területén élőkre Μακεδονοβλάχοι ("makedonovláhi") néven utalnak. 
Albániában használják még a török eredetű, és abban „pásztorok” jelentésű çobanë (e. sz. çoban) népnevet is.
A balkáni szlávok csak az arománokra a Цинцари/Cincari népnevet használják, amelyből a magyar „cincárok” hagyományos népnév ered. Azt feltételezik, hogy ez a c mássalhangzó viszonylag gyakori előfordulásának tudható be a beszédükben.
Román tudományos körökben az aromâni „arománok”-on kívül előfordulnak a macedoromâni „macedorománok” és a macedo-vlahi „macedovlachok” elnevezések is.

### Saját népnevek
Általában az arománok a latin romani „rómaiak” (e. sz. romanus) szóból származó népnevet használják saját magukra. Ennek négy alakja van, nyelvjárástól függően: egyesekben, melyekben sok szó első mássalhangzója előtt a-t ejtenek, armãnj (e. sz. armãn) vagy arãmãnj, másokban, melyekben ez a hangtani jelenség ritkább – rãmãnj vagy rumãnj. Az arãmãnj-ból kiindulva javasolta elsőnek Gustav Weigand német nyelvész a német Aromunen-t tudományos népnévként. Az ennek pontosan megfelelő aromâni lett a leghasználtabb a román nyelvben, analógia útján a români „románok” népnévvel, más nyelvekben pedig (franciául) Aroumains, (angolul) Aromanians, (spanyolul) aromunes, (olaszul) arumeni, (magyarul) „arománok”. Olyan országokban is, melyekben ez nem volt szokásos, az utóbbi időben használják az ezeknek pontosan megfelelő népnevet is: (görögül) Αρμάνοι („armánoj”), (bolgárul) аромъни („aromani”), (albánul) arumune.

## Az arománok száma és földrajzi eloszlása
Az arománok számáról csak bizonytalan becslések vannak, mivel csak három országban jegyeztethetik be magukat arománokként a népszámlálásokon. Ezek az adatok sem megbízhatóak, mert az asszimilációs folyamatok miatt sokuknak már nincs meg az aromán identitásuk. A hivatalos adatok és az aromán szervezetektől, valamint kutatóktól származóak alapján összesen legalább 88 000-en, és legfeljebb 1 918 000-en vannak.
Görögországból nincsenek pontos adatok. Hivatalos adat csak 1951-ből, aromán anyanyelvűekről van (39 855), miközben a becslések 200 000-től 1 200 000-ig mennek. Koncentráltabban élnek a thesszáliai és epiruszi Píndosz-hegységben, ahol fontosabb aromán lakosságú helységek Mécovo , Avdella és Szamarína, továbbá az Olümposz hegy régiójában, Makedóniában a Vérmio-hegységben , Véroja és Szaloniki városok környékén, valamint a Grámosz-hegy régiójában.
Romániában, ahova menekültekként kerültek a két világháború között, ugyancsak nem szerepelnek külön a statisztikákban. Van egy hivatalos becslés 28 000 főről, és más becslések 70 000 és 200 000 között. Eredetileg Dobrudzsában telepítették le őket falvakban, de később egy részük különböző városokba költözött.

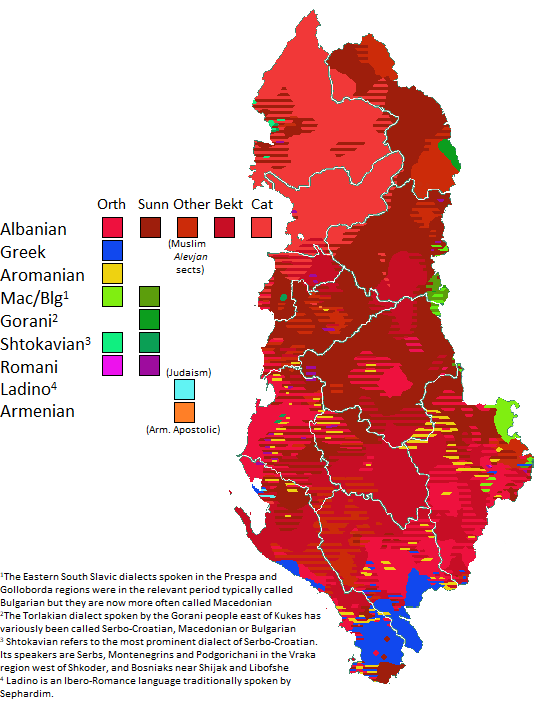
Arománok által is lakott térségek Albániában (sárga színnel)

Csak Albániában jelennek meg arumune néven a 2011-es népszámlálás adataiban (8266 fő), melyek közül csupán 3848-an vallják magukat aromán anyanyelvűeknek, de becslések szerint 50 000 és 400 000 között lehetnek. Két fő csoportra oszlanak eredeti régióik és nyelvjárásaik szerint: miuzãcheari (a Myzeqeja síkságban) és fãrshirots (a dél-albániai Frashër helység környékén), de főleg Berat, Durrës, Tirana és Elbasan városokban élnek.

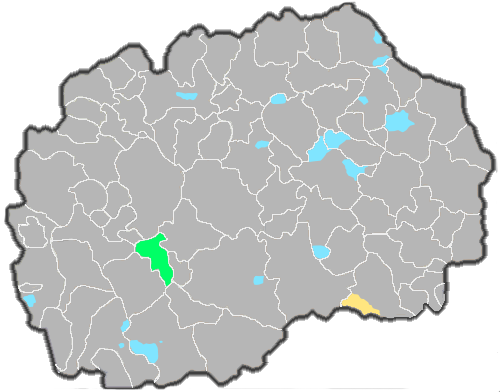
Arománok és meglenorománok a Észak-Macedóniában:
Olyan térség, ahol az aromán nyelv is hivatalos
Egyéb számottevő aromán lakosságú helységek
Számottevő meglenoromán lakosságú térség

Észak-Macedóniában 2002-ben 9695 vlachot számoltak össze, de 100 000-es becslés is létezik. Közöttük meglenorománok is vannak, de nagy többségük aromán. Ezek főleg Kruševo városban és környékén, valamint Bitola városban és környékén élnek.
Szerbiában 35 330 vlach szerepel a statisztikai adatokban, de ezek közül nem tudni, hány az aromán és hány a timok-völgyi „vlach”. Cincar-oknak csak 243-an vallják magukat, miközben szerbiai arománok szervezetei 15 000-re becsülik a számukat. Arománok elszórtan élnek Belgrádban és ettől délre fekvő minden városban.
Bulgáriában csak vlachok jelennek meg a statisztikákban, számuk 3684. Köztük vannak ugyan arománok, de timok-völgyi románok is. Csak az arománok becsült száma 2000–3000. Szétszórtan élnek sok nyugati és déli helységben, főleg Velingrad  és Pestera városokban, valamint környékükbeli falvakban.
Arománok élnek még nyugati országokban is bevándoroltakként vagy ezek leszármazottaiként. Erről tanúskodnak az USA-ban, Ausztráliában, Németországban és Franciaországban működő szervezeteik.

## Helyzetük
Az arománok asszimilációja és következésképpen kultúrájuk és nyelvük veszítése az összes országban nagyfokú volt. Hagyományosan mint külön népcsoportnak nem volt sehol semmiféle kisebbségi hivatalos státuszuk, következésképpen politikai, kulturális, nyelvhaználati és nyelvoktatási jogaik sem. Ez a helyzet az 1990-és évek óta változott valamennyire. Ezek elején a délkelet-európai rendszerváltozások a demokrácia és a Nyugat felé irányították az itteni országokat, és e körülmények között a kisebbségek szabadon hallathatták szavukat, nemzetközi intézmények pedig, mint az ENSZ, az EBESZ, az Európa Tanács, az Európai Unió és civilszervezetek felléptek érdekükben. Következésképpen államtól függően kisebb-nagyobb törvénykezési és gyakorlati lépések történtek a kisebbségi jogok terén.
1997-ben az Európa Tanács Parlamenti Közgyűlése elfogadott egy jelentést (7728-as számú dokumentum), amelyben megállapította, hogy az aromán kultúra és nyelv kritikus helyzetben van, ami fennmaradását illeti. Megjegyezve, hogy az arománoknak nincsenek politikai követeléseik, egy ajánlást (az 1333-as számút) is elfogadott, amelyben felkérte azokat az államokat, ahol arománok élnek, hogy könnyítsék meg nyelvük használatát az oktatásban, a templomokban és a médiában, valamint hogy támogassák az arománok kulturális szervezeteit.

### Jogi státuszuk
Az arománoknak két országban van nemzeti kisebbségi státuszuk:
- Észak-Macedóniában 2001 óta Vlasi néven a meglenorománokkal együtt nemzeti kisebbségként ismeri el őket az ország alkotmánya, és a nyelvük hivatalos azokban a helységekben, ahol számuk eléri a lakosság 20%-át.[77]
- Albániában az arománokat 2017. október 13 óta ismerik el nemzeti kisebbségként, arumune elnevezéssel.[78]

Ezeken kívül Szerbiában annyiban van szó róluk hivatalosan, hogy népszámlálások alkalmával cincar nemzetiséget lehet deklarálni. Aromán szervezetek próbálják elérni, hogy ez a kisebbség is kapjon nemzetiségi státusz, de ezt az állam elutasítja a cincárokként bejegyzett személyek csekély száma miatt.
Más országokban az arománoknak nincs semmiféle jogi státuszuk.

### Megnyilvánulásaik
Különböző országokban az arománok különböző szinten nyilvánulnak meg arománokként, attól függően, hogy van-e vagy nincs valamilyen hivatalos státuszuk, és hogy mennyire toleráns irántuk a többségi társadalom.
Görögországban, ahol a legnagyobb aromán népesség él, nem létezik nemzeti vagy etnikai kisebbségi státusz. Az 1980-as évekig az intolerancia odáig ment, hogy büntették az iskolában arománul beszélő gyerekeket. Az 1990-es évek óta a helyzet változóban van.
Az aromán nyelvet csak a szüleik adhatják át a gyerekeiknek, és bár viszonylag sok aromán  kulturális szervezet van, ezek nem foglalkoznak a nyelvvel, de annál inkább az aromán folklórral. Működnek erre szakosodott múzeumok, és számos fesztivált rendeznek.
Szerbiában léteznek „cincár” szervezetek, mint például a Lunjina (A fény) vagy a Sutsata Armãnjlor di tu Sãrbia (Szerbiai Arománok Egyesülete).
Bulgáriában is van országos aromán szervezet, amely több helyi szervezetet foglal magába.
Romániában több aromán szervezet létezik, vannak aromán folyóiratok és könyvkiadás.
A közoktatásban az iskolák szabadon elhatározhatják, hogy választható státusszal bevezessék az „Aromán kultúra és hagyományok” tantárgyat, amelyhez nyelvleckék is tartoznak. Erre az oktatásügyi minisztérium által jóváhagyott országos szinten érvényes tantervek is léteznek, amelyek heti egy órát írnak elő e tárgy tanítására.
Albániában 2012-ben Korça, Divjaka, Selenica és Vlora városokban voltak olyan iskolák, ahol szabadon választható tárgyként tanították az arománt, két templomban, Divjakában és Vlorában pedig többnyire ezen a nyelven folytak az istentiszteletek, és aromán nyelvű sajtó is volt.
Észak-Macedóniában 2001-ben volt nyelvtanítás Skopje, Štip, Bitola, Kruševo, Kumanovo, Struga és Ohrid helységek iskoláiban. Ugyanabban az évben beszámoltak aromán nyelvű sajtóról, valamint televízió- és rádióadásokról is Észak-Macedóniában.
A nyugati diaszpórában már a kelet-európai rendszerváltozások előtt is voltak aromán szervezetek, például az 1903-ban az Amerikai Egyesült Államokban megalapított Farsharotu egyesület, vagy az 1978-tól létező Francia Arománok Egyesülete.
Nemzetközi szinten is próbálnak az arománok szervezkedni. A 2005-ben megalapított és Albániában bejegyzett Aromán Tanács több különböző országban működő szervezet együttműködési keretét képezi.

## Vallásuk
Az arománok nagy többsége ortodox vallású, de vannak katolikusok is. Dimitrie Bolintineanu  román író, aki maga is aromán származású volt, találkozott ilyenekkel az 1850-es években Shkodra, Bar és Ulcinj régiójában, melyek ma Albániában és Montenegróban vannak, ahol katolikus albánok között éltek.

## Az arománok nyelve
Az aromán egyike a keleti újlatin idiómáknak. Tanulmányozásának kezdetei óta mindmáig él az a polémia, hogy külön nyelv-e, vagy a román nyelv egyik dialektusa. A román nyelvészek többsége dialektusnak tekinteti, de már régebben is voltak olyan román nyelvészek, akik szerint külön nyelv. Azok nézetében, akik nem tekintik az arománokat a románsághoz tartozóknak, az aromán idióma is külön nyelvnek számít. Ez a nem Romániában élők nézete általában, de vannak romániaiak is, akik ezt vallják. Ez például Mariana Bara nyelvész esete, aki 2005-ben jelentést juttatott el az Európa Tanácshoz annak érdekében, hogy Romániában ismerjék el az arománt az európai nyelvek egyikének, és anyanyelvként tanítsák.
Az arománnak nincs sztenderd nyelvváltozata, bár vannak törekvések megalkotása érdekében. Ezzel foglalkozott Tiberius Cunia, egy, az Egyesült Államokban élt értelmiségi, aki terjedelmes szótárt alkotott, és sztenderdnek szánt írásrendszert javasolt. Romániában Matilda Caragiu Marioțeanu nyelvész alkotott szótárt nyelvtani bevezetővel, ugyancsak sztenderdizálási szándékkal. A 21. század első negyedében a sztenderdizálási kísérletek még nem jártak sikerrel, kezdeményezőik nézeteltérései miatt.
Az első aromán írások a görög ábécét használták, majd a 19. század elején a diaszpórában a latin ábécét is használni kezdték, és ez lett domináns, de fennmaradt a görög használata is.

## Aromán irodalom és művészet
Az aromán irodalom a 18. században vette kezdetét (lásd fentebb), de nem bontakozott ki. Amikor a 19. század vége felé nyelvészek kezdték tanulmányozni a nyelvet, sok népi irodalmi alkotást jegyeztek le, és megjelentek szépirodalmi művek egyes Románia által fenntartott iskolákban tanult értelmiségiek tollából. Ezen irodalom legjelentősebb képviselői Mihail Nicolescu, Tashcu Iliescu, Constantin Belimace , Nuși Tulliu , Zicu A. Araia, Nicolae Batzaria  és George Murnu . A második világháború után sokáig nem művelték az aromán irodalmat, de már az 1980-as évek Romániájában megjelent néhány kötet. A rendszerváltozások után feléledt az aromán irodalom főleg Romániában, de más országokban is, leginkább Észak Macedóniában. A leggyakoribb műfaj a vers. A művek kötetben vagy folyóiratokban jelennek meg. Érdekességként említhető meg, hogy az Észak-Macedóniában élő Dina Cuvata lefordította arománra az Énekek énekét, az Iliászt, az Odüsszeiát, az Aeneist, a A Nibelungokat, az Isteni színjátékot stb., és az aromán írók lexikonát is elkészítette.
2013-ban bemutatták az első aromán nyelvű egész estét betöltő játékfilmet Nu hiu faimos ama hiu Armãn (Nem vagyok híres, de aromán vagyok) címmel, Toma Enache  romániai aromán rendező alkotását.

## Aromán személyiségek
Az arománok számos személyiséggel büszkélkednek. Közülük sokan a többségi lakossággal asszimiláltak, egyesek csak részben aromán származásúak, de jelenleg vannak olyanok is, főleg Romániában, akik aromán vagy kettős identitásúak, és beszélik is az aromán nyelvet.
Néhány személyiség (születési évük sorrendjében):
- Rígasz Feraíosz  (1754–1798) – görögországi szabadságharcos
- Joánnisz Koléttisz  (1773/74–1847) – görögországi szabadságharcos, kétszeri miniszterelnök
- Sina György (1783–1856) – bankár, nagybirtokos és mecénás, az Osztrák Nemzeti Bank igazgatója, a Lánchíd építésének legfontosabb finanszírozója
- Gozsdu Manó (1802–1870) – jogász, politikus, mecénás
- Andrei Șaguna (1809–1873) – erdélyi román ortodox érsek
- Sina Simon (1810–1876) – földbirtokos, diplomata és mecénás
- Geórgiosz Avérof  (1815–1899) – görögországi üzletember és mecénás
- Pompéry János (1819-1884) – publicista, újságíró, író, lapszerkesztő, az MTA levelező tagja
- Nikolaus Dumba  (1830–1900) – ausztriai iparos, politikus és mecénás
- Alexandru Mocsonyi (1841–1909) – magyarországi román politikus (országgyűlési képviselő), zeneszerző
- Vladan Đorđević  (1844–1930) – szerbiai politikus, Belgrád polgármestere, miniszter, miniszterelnök
- Gozsdu Elek (1849–1919) – író, ügyvéd, kirendelt főügyész
- Draginja Draga Ljočić (1855–1926) – az első szerbiai orvosnő
- Branislav Nušić (1864–1938) – szerbiai író
- Pitu Guli (1865–1903) – macedóniai szabadságharc-vezér
- Manaki fivérek : Yanaki (1878–1954) és Milton (1882–1964) – a filmezés úttörői az Oszmán Birodalomban
- Jelisaveta Načić  (1878–1955) – az első szerbiai építésznő
- I. Atinagórasz  (1886–1972) – konstantinápolyi ortodox pátriárka
- Herbert von Karajan (1908–1989) – osztrák karmester
- Kalkuttai Szent Teréz (1910–1997)
- Toma Caragiu (1925–1977) – romániai színész és humorista
- Gheorghe Hagi (1965–) – romániai labdarúgó
- Tose Proeszki (1981–2007) – macedóniai énekes
- Simona Halep (1991–) – romániai teniszező

### Közvetlen források
- (románul) Bardu, Nistor – Grădinaru, Mara Ioana. Observații asupra aromânei scrise azi în România, Bulgaria, Albania, Grecia și Macedonia (Megjegyzések a ma Romániában, Bulgáriában, Albániában, Görögországban és Macedóniában írt aromán nyelvről). Dănilă, Elena et al. (szerk.). Comunicare interculturală și integrare europeană (Interkulturális kommunikáció és európai integráció). Jászváros: Alfa. 2006. ISBN 973-8953-07-3. 21–38. o. (Hozzáférés: 2017. április 18.)
- (románul) Berciu-Drăghicescu, Adina. Aspecte privind școlile și bisericile românești din Peninsula Balcanică (1864–1961) (Megjegyzések a Balkán-félszigeten működtetett román iskolákról és templomokról (1864–1961). Berciu-Drăghicescu, Adina (szerk.). Aromâni, meglenoromâni, istroromâni: aspecte identitare și culturale (Arománok, meglenorománok, isztrorománok: identitási és kulturális kérdések). Bukarest: Editura Universității din București. Colecția IEH. 2012. ISBN 978-606-16-0148-6. 395–428. o. (Hozzáférés: 2017. április 18.)
- Berényi Mária. Macedorománok, románok Pesten és Budán a XVIII-XIX. században. Mesélő házak. A Barátság melléklete. 2009. november 15. (Hozzáférés: 2017. április 18.)
- (románul) Berényi Mária. Viața și activitatea lui Emanuil Gojdu. 1802–1870. (Gozsdu Manó élete és tevékenysége). A Budapesti Románok Kulturális Szövetségének kiadványa. Gyula. 2002 (Hozzáférés: 2017. április 18.)
- (angolul) Binder, David. Vlachs, A Peaceful Balkan People (Vlachok, egy békés balkáni nép). Mediterranean Quarterly. 15. évf. 4. sz. 2004. 115–124. o.
- (románul) Capidan, Theodor. Aromânii. Dialectul aromân. Studiu lingvistic (Az arománok. Az aromán dialektus. Nyelvészeti tanulmány). Bukarest: Monitorul Oficial și Imprimeriile Statului. 1932 (Hozzáférés: 2017. április 18.)
- (angolul) Crețulescu, Vladimir. The aromanian-romanian national movement (1859–1905): an analytical model [Az aromán-román nemzeti mozgalom (1859–1905): analitikai modell]. Balcanica Posnaniensia. Acta et studia. 22. kötet. 1. sz.. 2015. ISSN 2450-3177 (Hozzáférés: 2017. április 18.)
- (arománul) Cunia, Tiberius. Dictsiunar a limbãljei armãneascã (Az aromán nyelv szótára). Konstanca: Cartea Aromãnã. 2010. (Hozzáférés: 2017. április 18.)
- (angolul) Cunia, Tiberius. On the Standardization of the Aromanian System of Writing. The Bituli-Macedonia Symposium of August 1997 (Az aromán írásrendszer sztenderdizálásáról. A macedóniai Bitolában 1997 augusztusában megtartott szümpózium). A Farsharotu egyesület honlapja. 1999 (Hozzáférés: 2017. április 18.)
- (románul) Diaconescu, Marius. Cine sunt aromânii? (Kik az arománok?). Historia. é.n.
- (angolul) Friedman, Victor A. The Vlah Minority in Macedonia: Language, Identity, Dialectology and Standardization (A vlach kisebbség Macedóniában: nyelvük, identitásuk, dialektológia és sztenderdizálás). Nuoluoto, Juhani – Leiwo, Martii – Halla-aho, Jussi (szerk.). Selected Papers in Slavic, Balkan, and Balkan Studies. Slavica Helsingiensa. 21. sz., Helsinki: Helsinki Egyetem. 2001. ISBN 952-10-0246-8. 26–50. o. (Hozzáférés: 2017. április 18.)
- (románul) Gliga, Rebeca. Din galeria personalităţilor aromâne din România (II): Gheorghe Hagi (A romániai aromán személyiségek arcképcsarnokából (II): Gheorghe Hagi). Historia. é.n.
- (angolul) Kahl, Thede. Aromanians in Greece: Minority or Vlach-speaking Greeks? (Arománok Görögországban: kisebbség vagy vlachul beszélő görögök?). Jahrbücher für Geschichte und Kultur Südosteuropas. 5. kötet. München: Slavica Verlag Dr. Anton Kovač. 2003, 205–219. o. (Hozzáférés: 2017. április 18.)
- (angolul) Kahl, Thede. The Ethnicity of Aromanians after 1990: the Identity of a Minority that Behaves like a Majority (Az arománok etnicitása 1990 után: egy többségként viselkedő kisebbség identitása). Ethnologia Balkanica. 6. sz. 2002. 145–169. o. (Hozzáférés: 2017. április 18.)
- (angolul) Kaliopoulos, John S. Plundered Loyalties: World War II and Civil War in Greek West Macedonia (Eltérített lojalitások; A második világháború és a polgárháború a görög Nyugat-Makedóniában). London: Hurst & Company. 1999. ISBN 1-85065-381-X
- Kenyeres Ágnes (főszerk.). Magyar életrajzi lexikon 1000–1990. Hungarológiai Alapkönyvtár Archiválva 2017. május 4-i dátummal a Wayback Machine-ben (MÉL) (Hozzáférés: 2017. április 18.)
- Kerényi B. Eszter. Báró Sina Simon. Budapest: Új mandátum könyvkiadó. 2010. ISBN 978-963-287-036-6 (Hozzáférés: 2017. április 18.)
- (románul) Lozovanu, Dorin. Aromânii din Albania: aspecte etnodemografice și identitare (Az albániai arománok: néprajzi, demográfiai és identitási aspektusok). Berciu-Drăghicescu, Adina (szerk.), Aromâni, meglenoromâni, istroromâni: aspecte identitare și culturale (Arománok, meglenorománok, isztrorománok: identitási és kulturális aspektusok). Bukarest: Editura Universității din București. IEH sorozat. 2012. ISBN 978-606-16-0148-6. 97–108. o. (Hozzáférés: 2017. április 18.)
- (románul) Magiru, Maria. Considerații etnografice privitoare la românii din Peninsula Balcanică (Néprajzi megjegyzések a Balkán-félszigeten élő románokról). Berciu-Drăghicescu, Adina (szerk.). Aromâni, meglenoromâni, istroromâni: aspecte identitare și culturale (Arománok, meglenorománok, isztrorománok: identitási és kulturális aspektusok). Bukarest: Editura Universității din București. IEH sorozat. 2012. ISBN 978-606-16-0148-6. 595–630. o. (Hozzáférés: 2017. április 18.)
- (románul) Magiru, Maria. Dobrogea – studiu etnografic (Dobrudzsa – néprajzi tanulmány). 2. kötet: Românii balcanici. Aromânii (A balkáni románok. Az arománok). Nagyszeben / Konstanca: T.C. Sen. 2001; az interneten: Românii balcanici. Aromânii. „Avdhela” projekt. (Hozzáférés: 2017. április 18.)
- (angolul) Malcolm, Noel. Kosovo, a short history (Koszovó rövid története). London: Macmillan. 1998. ISBN 0333666135
- (románul) Miclăuș, Lucian. Evoluția spirituală a românilor sud-dunăreni – repere istorice (A Dunától délre élő románok spirituális fejlődése – történelmi alappontok). Berciu-Drăghicescu, Adina (szerk.), Aromâni, meglenoromâni, istroromâni: aspecte identitare și culturale (Arománok, meglenorománok, isztrorománok: identitási és kulturális aspektusok). Bukarest: Editura Universității din București. IEH sorozat. 2012. ISBN 978-606-16-0148-6. 35–69. o. (Hozzáférés: 2017. április 18.)
- (angolul) Miropoulos, Tassos A. (szerk.). Elevating and Safeguarding Culture Using Tools of the Information Society: Dusty traces of the Muslim culture. Earthlab. 2008. ISBN 978-960-233-187-3 (Hozzáférés: 2017. április 18.)
- (oroszul) Narumov, B. P., Aрумынский язык/диалект (Aromán nyelv/dialektus). Cseliseva, I. I. – Narumov, B. P. – Romanova, O. I. (szerk.). Языки мира. Романские языки (A világ nyelvei. Újlatin nyelvek). Moszkva. Akadémia. 2001. 636–656. o. ISBN 5-87444-016-X
- Ortutay Gyula (főszerk.). Magyar néprajzi lexikon (MNL). Budapest: Akadémiai Kiadó. 1977–1982. ISBN 963 05 1285 8. (Hozzáférés: 2017. április 18.)
- (románul) Pariza, Maria. Presa aromână în date (Az aromán sajtó kronológiája). „Avdhela” projekt. 2001 (Hozzáférés: 2017. április 18.)
- (angolul) Puig, Lluis Maria de. Aromanians. Report (Arománok. Jelentés). Az Európa Tanács Parlamenti Közgyűlésének 7728-as dokumentuma. 1997. január 17 (Hozzáférés: 2017. május 22.)
- (angolul) Rodogno, Davide. Fascism's European Empire: Italian Occupation During the Second World War (A fasizmus európai birodalma: olasz megszállás a második világháború idején). Cambridge: Cambridge University Press. 2006 (Hozzáférés: 2017. április 18.)
- (románul) Sala, Marius (szerk.). Enciclopedia limbilor romanice (Az újlatin nyelvek enciklopédiája). Bukarest: Editura Științifică și Enciclopedică. 1989. ISBN 973-29-0043-1
- (angolul) Stănilă, Viorel. The Albanian in His Own Habitat. A Dated Portrait (Az albán saját élőhelyén. Elavult arckép). Martor. 6. sz. 2001 (Hozzáférés: 2017. április 18.)
- Szinnyei József. Magyar írók élete és munkái. 12. kötet (Saád–Steinensis). Budapest: Hornyánszky. 1908 (Hozzáférés: 2017. április 18.)
- (angolul) Tamminen, Tanja. The Vlachs in the Republic of Macedonia. A Success Story or a Minority on the Road of Extinction? (Vlachok a Macedón Köztársaságban. Sikertörténet vagy kihalófélben lévő kisebbség?). Tanner, Arno (szerk.). The Forgotten Minorities of Eastern Europe: The History and Today of Selected Ethnic Groups in Five Countries (Kelet-Európa elfelejtett kisebbségei: öt országból kiválasztott népcsoportok története és jelene). Helsinki: East-West Books. 2004. ISBN 978-952-91-6808-8. 201– o. (Hozzáférés: 2017. április 18.)
- Zsoldos Attila. Közös múlt a középkorban. História. 4.–5. sz. 2008. 7–8. o. (Hozzáférés: 2021. április 1)

### Közvetett források
- (románul) Bolintineanu, Dimitrie. Călătorii la românii din Macedonia și de la Muntele Athos (Utazások a macedóniai és az athosz-hegyi románoknál). Opere (Művei). 6. kötet: Călătorii (Utazások). Bukarest: Minerva. 1985
- (németül) Weigand, Gustav. Die Aromunen. Ethnographisch-philologisch-historische Untersuchungen über das Volk der sogenannten Makedo-Romanen oder Zinzaren (Az arománok. Néprajzi, filológiai és történeti kutatások az úgynevezett macedorománok vagy cincárok népéről). 1. kötet. Leipzig: Johann Ambrosius Barth (Arthur Meiner). 1895 (Hozzáférés: 2017. április 18.)

## Aromán szervezetek honlapjai
- βλαχόφωνοι Έλληνες (Vlach ajkú görögök) (Hozzáférés: 2017. április 18.)
- The Folklore Association of Vlahs (Armani) in Veria [Vérojai vlach (aromán) folklór egyesület] (Hozzáférés: 2017. április 18.)
- Hoara Armãneascã (Az aromán falu) (Hozzáférés: 2017. április 18.)
- CTARM (Consiliul a Tinirlor Armãnji) (Fiatal Arománok Tanácsa) (Hozzáférés: 2017. április 18.)
- Union der Mazedoromanen aus Deutschland (Németországi Macedorománok Szövetsége) (Hozzáférés: 2017. április 18.)
- A Radio România Internațional honlapjának aromán nyelvű oldala (Hozzáférés: 2017. április 18.)